# Osho
« Osho » redirige ici. Pour les autres significations, voir Ōshō (shogi).

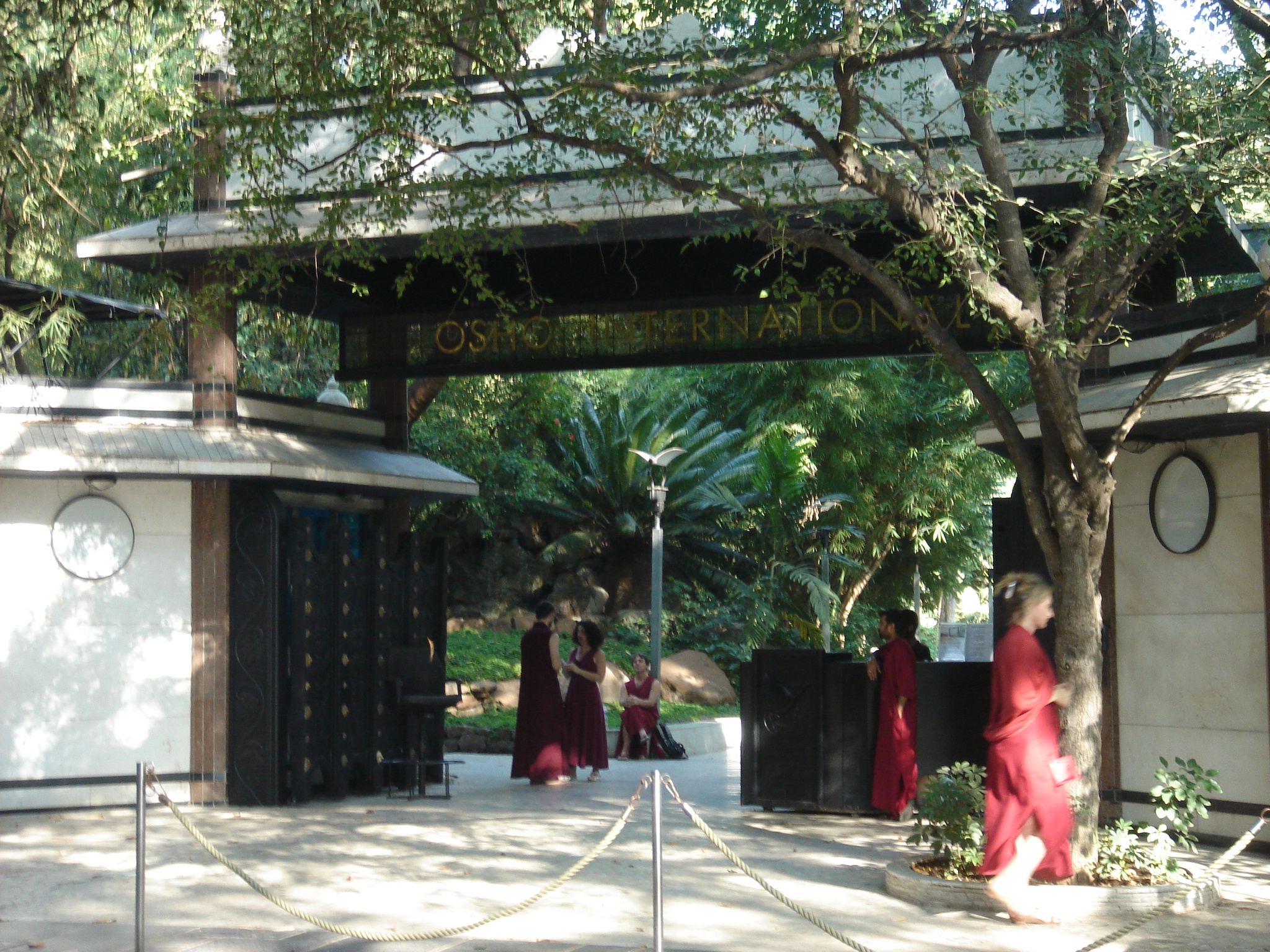
L'entrée du centre Osho à Pune.

Osho (Rajneesh Chandra Mohan Jain (रजनीश चन्द्र मोहन जैन), 11 décembre 1931 dans le Madhya Pradesh – 19 janvier 1990 à Pune, Maharashtra), était un gourou indien, plus connu dans les années 1960 sous le nom d'Acharya Rajneesh, puis dans les années 1970 et 1980 sous celui de Bhagwan Shree Rajneesh, et finalement celui d'Osho qu'il avait adopté définitivement.
Il vécut d'abord en Inde puis dans d'autres pays, principalement aux États-Unis, où il fonda un centre spirituel de « Rajneeshpuram », dans l'Oregon. Il a inspiré le mouvement qui a pris son nom : « Osho », et il est le créateur de ce qu'il nomma « méditation dynamique ».
Adulé par nombre de ses disciples, au point que certains voyaient en lui le « Seigneur de l'univers », il a été très vivement critiqué par d'autres milieux : son attitude particulièrement permissive à l'égard de la sexualité, son goût pour la provocation ainsi que les graves incidents qui se produisirent dans et autour de son centre dans l'Oregon lui ont valu une réputation controversée et sulfureuse. C'est ainsi qu'aux États-Unis, il fut surnommé « sex guru » et qu'on a pu voir en lui un « enfant terrible » de la spiritualité du XXe siècle.

## Les noms d'Osho
De son vrai nom, Osho s'appelait Chandra Mohan JAIN. Rajneesh est un surnom qu'il a reçu durant son enfance. Il s'agit d'un mot sanscrit signifiant Seigneur de la nuit ( रजनी, rajanee, nuit, et ईश, isha, seigneur). Par la suite, Osho s'est appelé  Acharya Rajneesh (en sanscrit, « maître, enseignant » titre lié à son activité de professeur d'université) avant de changer, en 1971, ce nom pour Baghwan (« seigneur vénérable ou saint » en sanscrit) shree Rajneesh,,.
Quant à Osho, il s'agit d'un mot japonais, ōshō 王将, signifiant « général » et de là « professeur » : c'est un titre donné par des disciples bouddhistes à leur maître ou encore aux responsables de temples. Selon le témoignage de son avocat, Philip Niren Toelkes, après son retour à Pune en 1985, Osho lui dit : « Je ne suis pas ce Baghwan dont tu parles, je ne suis personne. » À quoi l'avocat répondit qu'il fallait bien lui donner un nom. C'est alors, dit Toelkes, que Baghwan « a suggéré le nom Osho », relevant aussi qu'il s'agit là d'un « titre honorifique originaire du Japon. C'est le nom qu'on donne à son maître ou à son professeur. »
Ailleurs, Osho a expliqué que ce nouveau et dernier nom qu'il s'était choisi dérive du mot « océanique » (en anglais « oceanic », prononcé osheanic). En outre, ce mot tel qu'il est  utilisé par le philosophe William James connote l'idée de « se dissoudre dans l'océan ». Ainsi, continue Osho, « océanique » décrit l'expérience de « dissolution dans l'océan de l'existence » qui est commune à toutes les formes d'expérience religieuse. Mais, précise-t-il « si "océanique" décrit l'expérience, comment définir celui qui fait une telle expérience de la vie? En utilisant le mot "Osho". »
Osho a aussi relevé que le terme avait été utilisé précédemment en Extrême-Orient pour signifier « le Bienheureux, Celui sur lequel le Ciel déverse des fleurs ».
On notera cependant que l'origine du choix de ce dernier nom reste objet de discussion, comme on peut le voir sur la longue page consacrée à ce sujet par le site Sannyas Wiki, intitulée « From Bhagwan to Osho: Website survey », qui veut faire faire le point sur cet élément.

## Biographie

### Enfance
Né en 1931 dans le village de Kushwada, en Inde, dans une famille jaïne, Osho est l'ainé de onze enfants. Il a expliqué que ses parents, Babulal et Saraswati Jain, durent se marier alors qu'ils avaient dix et sept ans. Rapidement, à la mort de sa mère, Babulai dut assumer avec son épouse l'éducation de ses quatre frères et sœurs, leur père se détournant de ses responsabilités.
Dans ces conditions, après la naissance de Chandra Mohan, Babulal et Saraswati acceptèrent la proposition des parents de Sarawasti de prendre Chandra Mohan chez eux. Osho vécut jusqu'à l'âge de neuf ans chez ses grands-parents maternels. Il dira plus tard que ce fut un élément décisif dans sa vie,. En effet, dans le petit village isolé où ils vivaient, il n'y avait pas d'autre enfant, pas d'école, et l'enfant passait son temps dans le silence près d'un lac, et le silence est devenu pour lui une véritable joie. Dans cette solitude, il apprit aussi à se suffire à lui-même et ne dépendre de personne, passant de longues heures à contempler le lac, les grues qui y vivaient et le silence qui régnait. Ainsi, précise-t-il, au cours de ces sept années, rien ni personne ne vint gâter son innocence d'enfant. C'est pourquoi il se dit profondément reconnaissant envers ses grands-parents, et plus particulièrement sa grand-mère, une femme de caractère qui veilla farouchement à ce que l'enfant reste à l'écart de toute scolarisation. Plus tard, de retour chez son père, Chandra Mohan lui dira : « Tu es en train d'abîmer tous tes enfants [avec ton éducation] ; moi, je suis sauvage (wild) et je resterai sauvage ». Ainsi, ajoute-t-il« j'échappai en quelque sorte à l'emprise de la civilisation ». Et il considéra toujours que sa grand-mère était sa vraie mère.
Osho fut cependant, de son propre aveu, un enfant difficile, et Vasant Joshi l'a qualifié d'« égoïste, impudique, discourtois, voire séditieux ». Mais en même temps, il était très intelligent, créatif, obstiné (un trait sans doute renforcé par ses grands-parents), jaloux de suivre son propre chemin et de garder son indépendance. Ainsi Osho raconte qu'à l'âge de cinq ans, il n'hésita pas à remettre en question les affirmations du moine jaïn qui était le maître de son grand-père, réussissant à le déstabiliser sérieusement. À ces différents éléments vinrent s'ajouter plus tard un appétit féroce pour la lecture, et le savoir. Autant de traits que l'on retrouvera dans le guru qu'il deviendra.

### De l'enseignant universitaire...
En 1939, le grand-père meurt, et Chandra Mohan retourne avec sa grand-mère à Kushwada, où il rejoint pour la première fois une école et entame sa scolarité à l'âge de huit ans. Il entre au Hitkarini College de Jabalpur, mais on l'expulse pour insubordination. Il poursuit ses études dans un autre collège où il passe un premier diplôme en philosophie en 1955 (il y gagnera plusieurs prix dans des concours de débat), avant de rejoindre la Dr. Harisingh Gour Vishwavidyalaya Sagar University, où il obtient un master en philosophie en 1957,. Durant l'année 1958, à l'âge de 26 ans, il est engagé au Raipur sanskrit college, établissement qu'il doit bientôt quitter, l'administration goûtant peu le caractère effronté et l'enseignement radical de ce nouveau professeur. Il est alors transféré à l'université de Jabalpur où il devient professeur ordinaire en 1960. Cette fois-ci, son approche pédagogique très particulière attire de nombreux étudiants.

### ...à l'enseignant spirituel

#### L'expérience de l'éveil

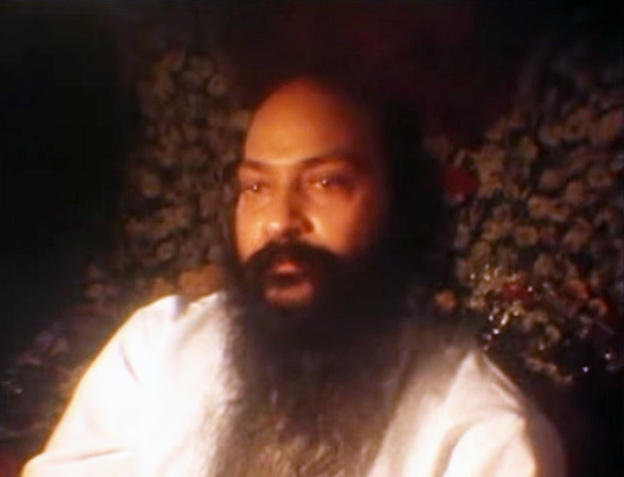
Osho, lors de son 41^{e} anniversaire, en 1972.

Durant sa scolarité, Osho continue à mener une vie solitaire et aventurière, similaire à celle de son enfance. En 1945, à l'âge de quatorze ans, il se lance dans une sorte d'expérimentation qui durera sept jours, durant lesquels il attend la mort. Vers 1950, il passe par une sorte d'état dépressif, et on craint bientôt pour son état mental. Mais un médecin chez qui on l'emmène déclare, : « Il n'est pas malade […] J'ai moi-même cherché cet état. Il a de la chance. […] Ne l'emmenez chez personne. Il est arrivé à la maison. »
Osho dit avoir atteint l'éveil au cours de ses études, le 21 mars 1953. Il précise cependant qu'il ne s'agit pas là d'un état extraordinaire : « "Le jour où je me suis éveillé" signifie simplement le jour où j'ai réalisé qu'il n'y a rien à atteindre, nulle part où aller, rien à faire. Nous sommes déjà divins et déjà parfaits — tels que nous sommes. »

### Premiers centres de méditation et camps
Alors qu'il enseigne encore à l'université, Osho commence à participer dans toute l'Inde à des réunions publiques où il prend la parole, et à l'issue de ses conférences, il propose souvent des méditations guidées. En 1962, il crée les premiers centres de méditation autour de ses enseignements, connus sous le nom Jivan Jagruti Kendras (« Centres d'éveil à la vie ») et le mouvement prend le nom de Jivan Jagruti Andolan (« Mouvement d'éveil à la vie »). Osho affirme avoir voulu ainsi « introduire l'homme à la méditation d'une manière scientifique — pas seulement d'une manière intellectuelle, mais de l'y introduire de façon expérimentale ».
Parallèlement à ses conférences, il lance l'organisation de « camps de méditation » d'une durée de trois à dix jours, qui se déroulent dans les campagnes, et au cours desquels il donne des conférences quotidiennes et des accompagnements personnels des participants dans la méditation. Le camp de méditation de Ranakpur (1964) marque une étape majeure dans la démarche d'Osho : pour la première fois, conférences et méditations sont enregistrées puis publiées dans un livre intitulé Path to self-realization (« La voie de la réalisation de soi »), qui recevra un très bon accueil à travers le pays. Plus tard, Osho dira que ce livre présente l'entier de son enseignement.
En 1966, il décide de se consacrer entièrement à ces conférences sur la méditation et aux camps, qui se tiennent dès lors à travers toute l'Inde et quitte alors son poste à l'université pour se consacrer entièrement à cette tâche.

### Pune I
Mais c'est à partir de 1974, après avoir quitté Bombay où il a contracté de l'asthme, un diabète et de nombreuses allergies, qu'il commence à recevoir un nombre grandissant d'Occidentaux dans un ashram installé à Pune, en Inde (où se trouve encore aujourd'hui le vaste Osho International Meditation Resort).
Les disciples d'Osho ont vu en lui un maître spirituel, un guru au sens neutre de ce mot. Ils trouvent en lui une personnalité hors du commun, ainsi qu'un goût et un talent pour la parole en public — un jugement similaire à celui que les disciples de Georges Gurdjieff portent sur leur maître.

### Le séjour aux États-Unis
Il fait vœu de silence pendant deux ans, après quoi il arrive aux États-Unis en 1981 avec un visa touristique, apparemment à des fins médicales. John Shelfer, le mari de son assistante Ma Anand Sheela, achète dans les environs du hameau d'Antelope (Oregon) un vaste ranch appelé « Big Muddy Ranch », qui sera aménagé et urbanisé, devenant une localité du nom de Rajneeshpuram,. Moins d’un an après, les habitants d'Antelope s'engagent dans une bataille juridique avec leurs voisins, principalement sur l’utilisation des terres. Les disciples de Rajneesh avaient déclaré qu’ils prévoyaient de créer une petite collectivité agricole mais il est vite devenu évident qu’ils voulaient établir une ville.

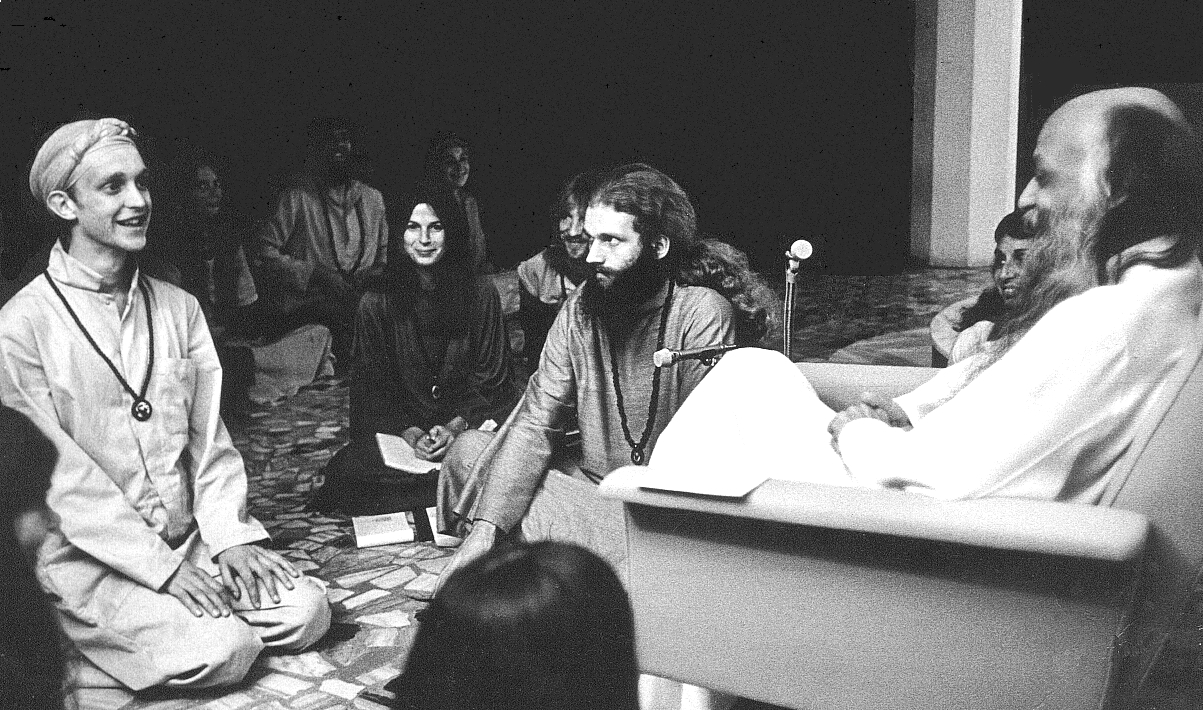
Avec des disciples, à Pune, en 1977.

Au milieu des années 1980, il reçoit environ 30 000 visiteurs par an et propose ce qu'il appelle des méditations dites « dynamiques » à visée cathartique censées, selon lui, libérer le corps et l'esprit. Sa méthode, qui s’inspire de la tradition tantrique, sera enseignée dans les centres ou « universités Osho » dans le monde.
Des psychologues et des psychothérapeutes, principalement issus du mouvement du potentiel humain, ainsi que des médecins, viennent s'initier à ses pratiques.
La communauté de Rajneeshpuram s'effondre après un long conflit avec les voisins de la propriété, et les habitants de la région.

### Des États-Unis à Pune II
Après cinq années dans son ashram de Rajneeshpuram en Oregon, Osho, pouvuivi par la justice sous motif d'aide à l'immigration clandestine, tente de s'enfuir en avion ; rattrapé à Charlotte, il négocie son expulsion du pays, qu'il quitte le 14 novembre 1985 à destination de Delhi. Le gouvernement indien refuse de prolonger les visas de plusieurs de ses disciples proches et fait pression sur Osho pour qu'il cesse de donner des interviews. Il quitte l'Inde le 3 janvier 1983 pour Katmandou, mais ne peut s'y installer car le roi du Népal ne veut pas qu'il s'en prenne à l'hindouisme dans ses conférences.
Osho entame un voyage autour du monde afin de voir qui est avec lui et qui est contre lui ; il passe par la Crète, l'Uruguay, la Suisse, la Suède, l'Angleterre, l'Irlande, l'Espagne, le Sénégal, sans pouvoir s'installer dans aucun de ces pays.
Le 30 juillet 1986, il retourne à Bombay, mais quitte la ville le 30 décembre et retourne à Pune. Cette dernière étape est connue sous le nom de Pune II. Les autorités ne voient pas ce retour d'un bon œil, mais après quelques mois de tensions, Osho est autorisé à s'installer avec sa communauté.
Les disciples affluent, mais la santé d'Osho continue à se dégrader. Il continue cependant à donner des enseignements, en les recentrant sur des aspects qu'il juge essentiels, comme la méditation et le zen.

### Fin de vie
En décembre 1988, il est à nouveau gravement malade. Il décide alors d'abandonner le nom de Baghwan pour Shree Rajneesh Zorba le Bouddha, avant de déclarer qu'il renonce à tout nom. Ses disciples suggèrent alors Osho, un titre qui apparaît souvent dans les histoires zen. Osho accepte, tout en ajoutant au nom un sens qu'il relie au mot océanique tel que l'utilise William James. Plus tard, il dira qu'il ne s'agit pas d'un nom mais simplement d'un son qui soigne.
Il meurt d'une crise cardiaque le 19 janvier 1990, à Pune, après avoir refusé un nouveau traitement, disant que « la vie choisit son moment ».
Son corps est brûlé sur un bûcher de bois de santal, et sur sa tombe figure l'épitaphe : « Jamais né, jamais mort, a simplement visité la planète Terre entre le 11 décembre 1931 et le 19 janvier 1990 »,.

## L'enseignement d'Osho Rajneesh

### Enseignement fondamental

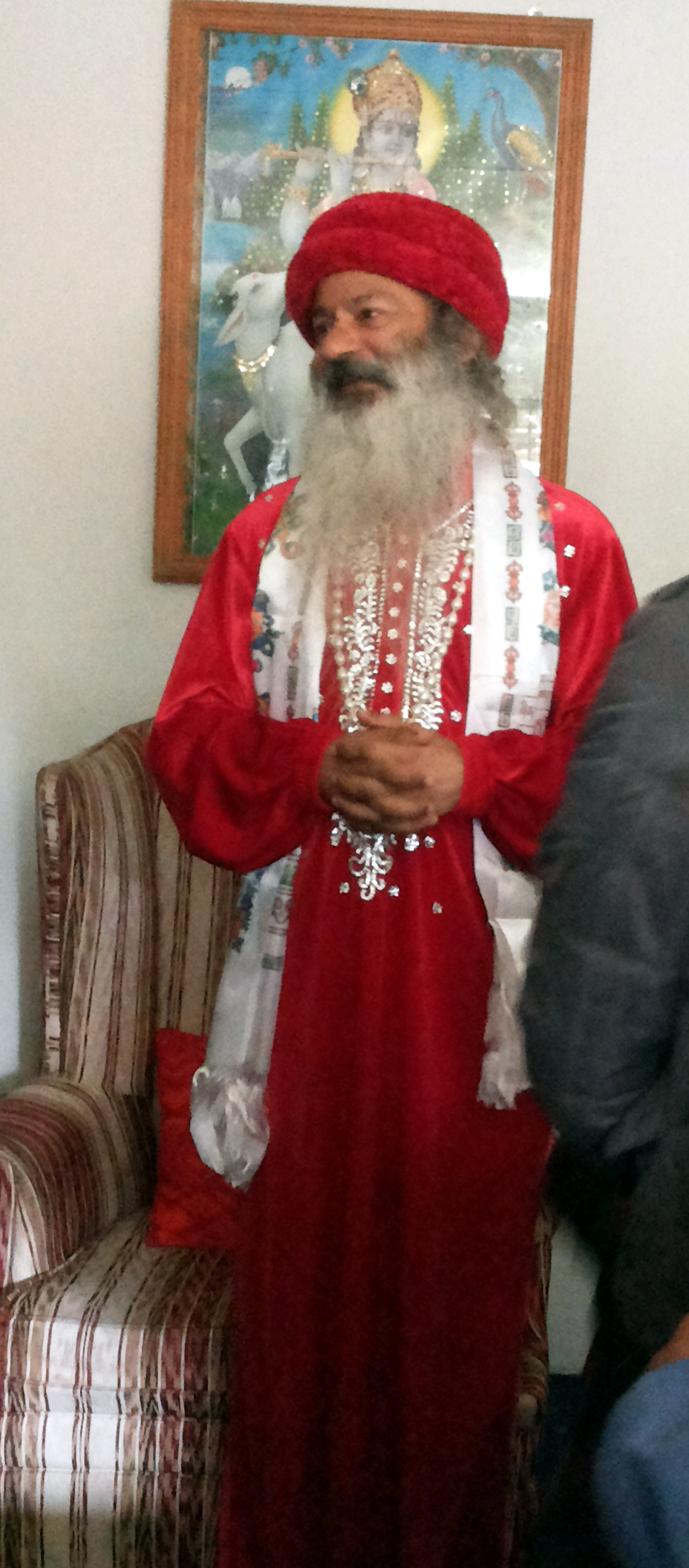
Osho lors d'une session au Népal. (Sans date)

Officiellement, son enseignement cherche à promouvoir une certaine « célébration de la vie » plutôt que le « renoncement au monde » préconisé dans les grands courants spirituels. La volonté d'Osho était de créer un homme nouveau, « Zorba le Bouddha », qui serait à la fois un bon vivant comme le personnage de Zorba le Grec, et un sage comme Bouddha. Osho se réfère souvent à Zorba le Grec, symbole du bon-vivant, personnage éponyme du roman de Nikos Kazantzakis, qu’il considère comme une ode au bonheur et à la vie.
Dans son enseignement, Osho invite ses disciples à sortir de ce qu’il considère comme leur « forteresse intellectuelle » et qu'il appelle le « mental », afin de « s'installer » dans leur cœur. Il les invite en outre à trouver un équilibre entre monde intérieur et monde extérieur : « Vous êtes coincés dans la tête. C’est votre seul problème. Le seul. Et il n’y a qu’une solution : quitter votre bastion intellectuel, vous enraciner dans le cœur. Toutes vos difficultés s’effaceront, ce ne sont que des projections mentales. L’univers deviendra si clair, si transparent que vous vous demanderez comment vous avez pu vivre en semant continuellement votre propre parcours d’embûches imaginaires »[réf. nécessaire].
Au cours des trente années durant lesquelles il a enseigné et répondu aux questions de son auditoire, Osho s’est appuyé sur les paroles de nombreux « sages », commentant des textes dits « sacrés » issus de différentes cultures.
C'est ainsi qu'Osho a parlé de la vision hassidique et des doctrines  bouddhique, yogique, baul ou encore soufie. Dans la dernière partie de sa vie, il s'est toutefois concentré sur la transmission de la pensée du zen, une tradition spirituelle à ses yeux inégalée, seule qui ouvre sur une « vie intérieure » ayant résisté à l'épreuve du temps et donc applicable par l'homme moderne.
Il affirmait également que chacun a la capacité innée de réaliser l'éveil total de la conscience, en d'autres termes de se libérer d’un « ego illusoire issu du mental », tout en soulignant que cet éveil et cette libération ne pouvaient être atteints et réalisés que par la méditation.

### Accueil de l'enseignement d'Osho
Dès ses premières conférences publiques, Osho se concentre sur la critique, virulente, des leaders religieux hindous et de la morale de la société indienne. Ses propos sur la sexualité font rapidement de lui une figure radicale et polémique de la spiritualité d'abord indienne (au point de susciter une tentative d'assassinat en 1980 de la part d'un fondamentaliste hindou) et plus tard aussi occidentale. Lorsqu'il arrive aux États-Unis, la contre-culture est en plein essor, ce qui assure son succès.

### Les méditations dynamiques
En 1970, il lance ce qu'il appelle la « méditation dynamique », une pratique d'une heure qui devient en quelque sorte sa « marque de fabrique »[réf. nécessaire]. Cette approche prend le contrepied de la compréhension plus traditionnelle de la méditation : elle consiste, au cours de  sessions qu'Osho espère cathartiques, en une alternance de respiration accélérée, de récitations de mantra et de danse. L'objectif est que les pratiquants se libèrent de tout ce qu'ils répriment en eux.
Il propose et adapte ces « méditations » à un public occidental. On relèvera, entre autres techniques qu'Osho développe, la « Rose Mystique » (Mystic Rose), une « méditation » quotidienne de trois heures durant trois semaines, et dans laquelle certains participants ont vu une étape marquante de leur parcours spirituel.

### Mentionné par l'Unesco
En 2016, le nom d'Osho figure dans une présentation vidéo accompagnant la déclaration de l'Unesco qui inscrit le yoga dans la liste représentative du Patrimoine culturel immatériel de l'humanité. Osho est mentionné au côté d'autres personnalités du monde du yoga qui, au cours des siècles, ont montré comment cette pratique peut amener à la réalisation de soi et à un état dit de « libération ».

## Controverses

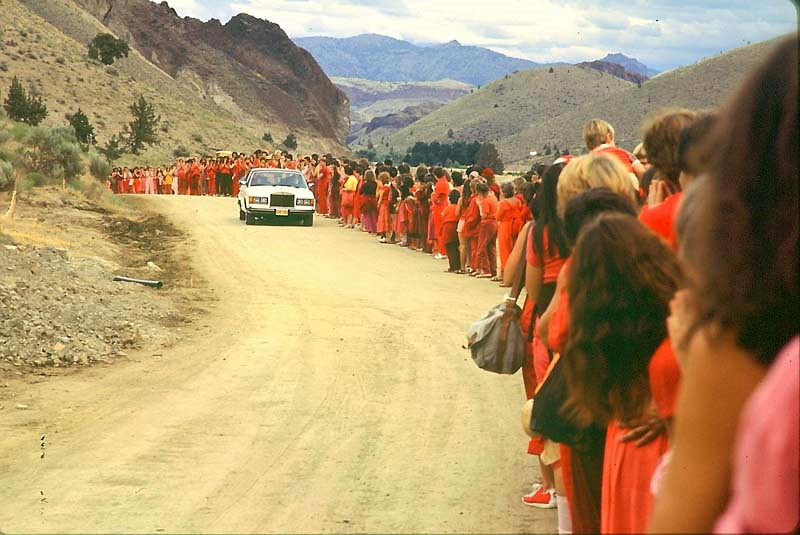
Osho passe en Rolls Royce devant ses disciples qui portent la robe orange des « néo-sannyasins » à « Rajneeshpuram » (Oregon).

Autant en Inde qu'aux États-Unis, la personne d'Osho et son mouvement ont été l'objet de nombreuses rumeurs, de critiques, mais aussi d'accusations plus graves. Ainsi, le « Centre d'information Osho » français a été mentionné dans le rapport parlementaire rédigé en 1995 par la commission d'enquête sur les sectes.
Osho était connu, pour son goût de la provocation. Il se considérait d'ailleurs un « roi du buzz »[réf. nécessaire], et n'hésitait pas à utiliser des jurons interdits en public aux États-Unis, prétendant ainsi sortir ses interlocuteurs de leur « mode de pensée conventionnel ». Mais un tel langage dans l’Amérique des années 1980 était mal reçu.

### Le problème de l'Oregon
Lors d'élections locales en 1984 dans le comté de Wasco, en Oregon, quelques proches disciples d'Osho ont, apparemment à l'insu de leur gourou, lancé une attaque bioterroriste contre la ville de The Dalles. Ils ont empoisonné à la salmonelle des habitants de The Dalles, afin de voir s'ils pouvaient, en rendant les gens malades, les empêcher d'aller voter aux élections locales et faire ainsi pencher le résultat en faveur de la communauté. Un nombre de 750 personnes fut ainsi intoxiqué, mais il n'y eut aucun décès. Osho révéla lui-même cet attentat de ses proches les accusant en outre de détournement d'argent, une affaire qui fit grand bruit. Mais ces accusations permirent aux autorités de mener une enquête directement dans l'enceinte où vivait la communauté — chose impossible jusque là, pour des raisons légales. Cette enquête fut à l'origine de l'effondrement de la communauté : Osho fut rapidement arrêté pour violation de lois sur l'immigration et renvoyé en Inde en 1985,. Son arrestation eut lieu à Charlotte (Caroline du Nord), alors qu'Osho tentait de quitter le pays pour les Bermudes dans un jet, en compagnie de douze fidèles.

#### Documentaire sur l'affaire de l'Oregon
En 2018, Netflix produit Wild Wild Country, une série en six épisodes sur le parcours d'Osho en Inde, aux États-Unis, et le retour en Inde. L'essentiel du propos est cependant consacré au séjour américain en Oregon (1981-1985), avec l'installation de sa communauté et la création de Rajneeshpuram et les démêlés avec la justice qui se sont ensuivies, ainsi qu'aux importantes dissensions internes que ces événements ont entraînées,,,.

### Mode de vie

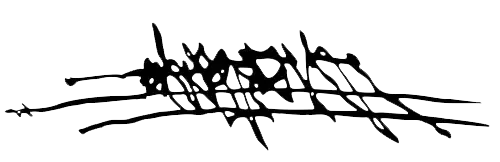
La signature officielle d'Osho (date inconnue).

Selon la Néerlandaise Maroesja Perizonius, qui a suivi sa mère durant sept ans, et qui par la suite à réalisé le documentaire La mère, l'enfant et le gourou (De droom van mijn moeder, 2006), certains membres de la communauté d'Osho auraient eu des relations sexuelles avec des enfants de 13 ans.
Plusieurs disciples ou groupes de disciples fortunés ont offert à Osho des Rolls Royce, ce qui lui a permis de constituer une collection record de 91 (ou 93) véhicules, record qui ne passa pas inaperçu dans les médias,. La fortune d'Osho à sa mort a été estimée à un milliard de dollars.

## Publications d'Osho en français
Osho a enseigné, sans jamais rien écrire. Les livres publiés sous son nom sont des transcriptions de ses enseignements. On lui attribue plus de 600 titres. Le chercheur danois Pierre Evald affirme qu'il y a 300 titres en anglais et 300 en hindi.
La liste ci-dessous est classée par ordre alphabétique des titres et donne un certain nombre d'ouvrages d'Osho traduits en français.
- Aimer vivre, Savigny (CH), Éditions Almasta, 2003,  (ISBN 2-940095-06-X)
- Au fil du Tao, Éd. Almasta
- Autobiographie d'un mystique spirituellement incorrect, Éd. Almasta, 2019
- Compassion, Éd. Almasta
- Créativité, Éd. Almasta
- Du sexe à la conscience divine, Éd. Le Voyage Intérieur
- Être en pleine conscience. Une présence à la vie, Genève, Éd. Jouvence, 2005,  (ISBN 2-88353-443-8)
- Expérience mystique, Montpellier, Éd. Du Gange, 1996
- Intuition Éd. Almasta, 2010  (ISBN 978-2-940095-22-3)
- Intimité' Almasta, 2011  (ISBN 978-2-940095-24-7)
- Je suis la porte - Éd. EPI/D.D.B
- Jeu de cartes du tarot d’Osho, Éd. Almasta,  (ISBN 3-89338-129-5)
- Juste comme ça, Éd. Almasta
- L’évangile de Thomas – Vol. 1 Le Grain de sénévé, Paris, Éd. du Relié
- L’évangile de Thomas – Vol. 2 La Résurrection et la vie, Éd. du Relié
- L'éveil à la conscience cosmique, Escalquens (F), Éd. Dangles, 1990
- L'harmonie invisible - Les fragments d'Héraclite, Éd. Du Gange
- La femme, l'amour et la liberté, Éd. Altess
- La liberté. Le courage d'être soi-même, Éd. Jouvence
- La méditation dynamique, Éd. Dangles, 1981
- La méditation pas à pas : La plénitude de la vie, Éd. Accarias, 2006,  (ISBN 2-86316-126-1)
- La mort, l'ultime illusion, Éd. Le Voyage Intérieur
- La Promenade. Correspondance à propos de la méditation (éditée par Kaveen), Éd. Almasta, 2010
- La Vague et l'Océan, Éd. Almasta
- La Vie, l'amour, le rire Boucherville (Québec), Éd. Mortagne, 1999  (ISBN 2-89074-852-9)
- La Voie de l'amour, Éd. du Relié
- Le courage. La joie de vivre dangereusement par Osho et Kreis, Danielle Uttama, Jouvence, 2004,  (ISBN 2-88353-348-2)
- Le livre des secrets Vol.1,  Albin Michel,  (ISBN 2-226-03299-1)
- Le livre des secrets Vol.2, Éd. du Voyage Intérieur
- Le livre du rien – Quintessence du Zen d’Osho, Éd. Almasta
- Le Livre Orange, Éd. Ronan Denniel
- Le sutra du diamant - commentaires sur Bouddha, Éd. Le Voyage Intérieur
- Le Tarot de Rajneesh, autre traduction du livre Perles de Sagesse par Anand Raji, Éd. Le Voyage Intérieur
- Les fleurs de l’âge : Un ciel sans limite Éd. Almasta
- Les Mots du silence, Éd. Le Voyage Intérieur
- Les secrets de Shiva, Éd. Le Voyage Intérieur
- Lettres à l'Être – Correspondance inédite d’Osho, Éd. Almasta
- Maturité, Éd. Almasta
- Médecine et Méditation : Du soin du corps à celui de l'esprit par Osho et Uttama, Éd. Almasta, 2004,  (ISBN 2-940095-07-8)
- Méditation, la connaissance de soi, Éd. Le Voyage Intérieur
- Méditation : La porte vers l’intériorité Éd. Almasta
- Méditation, une porte vers l'intériorité, Éd. Tantra
- Mojud : L'homme à la vie inexplicable d’Osho, Éd. Almasta
- Mon chemin, le chemin des nuages blancs, Éd. Le Voyage Intérieur
- Mourir et renaître - la voie soufie, Éd. Le Voyage Intérieur
- Perles de sagesse, Texte du tarot d’Osho, traduit par Ma Devika Elisabeth, Éd. Almasta, 1993
- Pluie sans nuages Éd. Almasta
- Prêtres et politiciens, Éd. Altess
- Qu'est-ce que la méditation ? par Osho, Elisabeth Devika, et Uttama, Éd. Accarias, 2005,  (ISBN 2-86316-120-2)
- Tantra, le chant royal de Sahara, vol.1 et 2, Éd. Le Voyage Intérieur
- Tantra, spiritualité et sexe, Éd. Almasta,  (ISBN 2-940095-05-1)
- Tantra suprême sagesse, Éd. Ronan Denniel
- Tarot zen (texte du jeu de cartes), Éd. Du Gange
- Techniques de Méditation, guide pratique, Éd. Le Voyage Intérieur
- Techniques Esotériques secrètes, Éd. Le Voyage Intérieur
- Traces sur l’eau commentaires de haïkus japonais, Éd. Almasta
- Un art de mourir pour l’Occident, Éd. du Relié
- Une quête et des rencontres, de Devika Elisabeth Berthout, Éd. Almasta
- Une tasse de thé, Éd. Le Voyage Intérieur
- Viens, suis-moi, Entretiens sur Jésus, Tome 1, Éd. Le Voyage Intérieur,  (ISBN 2-91109600-2)
- Viens, suis-moi, Entretiens sur Jésus, Tome 2, Éd. Le Voyage Intérieur,  (ISBN 2-91109601-0)
- La voie de l'amour. Commentaires sur les chants de Kabir, Éd. du Relié, 2012
- Yoga Alpha et Omega, Éd. du Voyage Intérieur
- Zen retour à la source, Éd. du Voyage Intérieur